# Bodeh (Pucakwangi)
Bodeh is een bestuurslaag in het regentschap Pati van de provincie Midden-Java, Indonesië. Bodeh telt 1612 inwoners (volkstelling 2010).